# Élection présidentielle sud-coréenne d'août 1960
L'élection présidentielle sud-coréenne d'août 1960 au suffrage indirect a lieu le 12 août 1960. Elle a vu la victoire de Yun Bo-seon, élu président de la république de Corée. 
Elle s'est déroulée après la révolution d'avril qui avait forcé la démission de Syngman Rhee. C'est la seule élection qui a lieu au cours de la Deuxième République avec le coup d'État de mai de Park Chung Hee l'année suivante. 
Les élections ont été indirectes, avec une session conjointe de la Chambre des communes et du Sénat , élus en juin , agissant comme collège électoral. Le candidat gagnant a requis l'assentiment des deux tiers des membres des deux chambres.  Yun Bo-seon a été élu avec 82,2 % des suffrages, représentant le parti démocrate et sa faction « vieille garde ». Son concurrent le plus proche était Kim Chang Sook, un dirigeant confucéen , qui a reçu 11,5 %.

## Résultats
| Candidat                           | Parti                              | Votes | %    |
| ---------------------------------- | ---------------------------------- | ----- | ---- |
| Yun Bo-seon                        | Parti démocrate                    | 208   | 82,2 |
| Kim Chang Sook                     | Parti démocrate                    | 29    | 11,5 |
| Baek Nak-jun                       | Parti démocrate                    | 3     | 1,2  |
| Byeon Yeong-tae                    | Parti démocrate                    | 3     | 1,2  |
| Kim Do-yeon                        | Parti démocrate                    | 2     | 0,8  |
| Heo Jeong                          | Parti démocrate                    | 2     | 0,8  |
| Kim Pyeung-roh                     | Parti démocrate                    | 1     | 0,4  |
| Kim Shi-hyeon                      | Parti démocrate                    | 1     | 0,4  |
| Na Yeong-gyun                      | Parti démocrate                    | 1     | 0,4  |
| Bak Sun-Cheon                      | Parti démocrate                    | 1     | 0,4  |
| Yu Ok-woo                          | Parti démocrate                    | 1     | 0,4  |
| Lee Chul-seung                     | Parti démocrate                    | 1     | 0,4  |
| Total                              | Total                              | 253   | 100  |
| Électeurs inscrits / participation | Électeurs inscrits / participation | 291   | 86,9 |